# Gouvernement Van Zeeland I
Royaume de Belgique
Theunis II Van Zeeland II
Le gouvernement Van Zeeland I, a été le gouvernement de la Belgique en fonction du 25 mars 1935 au 13 juin 1936. Le gouvernement Van Zeeland I se composait d'une coalition tripartite catholique-libérale-socialiste. 
Les précédents gouvernements avaient tous échoué à répondre aux problèmes socio-économiques provoqués par la crise de 1929. L'instabilité parlementaire et gouvernementale combinée à l'émergence des régimes fascistes entraîne un climat marqué par l'antiparlementarisme, par la dénonciation de la "particratie" et par la demande d'un pouvoir fort. Paul Van Zeeland, qui n'est à l'origine membre d'aucun parti, est alors chargé de former un nouveau gouvernement. Il met en place une tripartie constitué de catholiques, de libéraux mais également de socialistes qui siégeaient dans l'opposition depuis 1927.  
Le gouvernement est à peine mis en place que Van Zeeland annonce une dévaluation de 28% du franc belge ; celle-ci, qui avait été rejetée depuis le début de la crise, commence à apparaître comme la solution de la dernière chance pour de nombreux hommes politiques et financiers. Les impôts et les taux d'intérêt sont baissés, les prix sont contrôlés... L'économie belge parvient à se redresser.  
La politique du gouvernement ne fait cependant pas l'unanimité au sein de la majorité. Les catholiques conservateurs persistent ainsi à s'opposer à la dévaluation du franc. Le socialiste Henri De Man, dont le Plan du Travail prône un dirigisme économique très populaire au sein du POB, ne parvient pas à se faire entendre au sein du gouvernement, entraînant beaucoup de critiques envers le gouvernement au sein des rangs socialistes. De manière générale, si la politique économie de Van Zeeland est peu orthodoxe pour l'époque, il ne s'agit pas pour autant d'une politique dirigiste keynésienne.   
Tout comme les gouvernements précédents, celui-ci obtient les pouvoirs spéciaux en mars 1935. La durée est cependant exceptionnellement longue : une année entière, durant laquelle le Parlement est totalement écarté des décisions politiques.
En matière de politique internationale, le gouvernement souhaite garder le statu quo, malgré des tensions internationales grandissantes, Hitler violant le traité de Versailles et les accords de Locarno en remilitarisant la Rhénanie, l'Italie fasciste se rapprochant de l'Allemagne nazie, et l'Union soviétique signant un traité d'assistance avec la France contre l'Allemagne. La volonté d'Albert Devèze d'augmenter une nouvelle fois les crédits militaires et la durée du service militaire se heurte cependant au refus des catholiques flamands et des socialistes. L'accord militaire franco-belge de 1920, dont le contenu n'est toujours pas public, suscite la polémique entre les catholiques flamands qui veulent son abrogation et les wallingants qui voient dans cet accord une manière de garantir de bonnes relations avec les Français. L'accord finit par être révisé, garantissant le contact entre les états-majors français et belges mais sans aucune obligation mutuelle d'ordre politique et militaire.

## Composition
| Ministère                                                   | Nom                        | Parti            |
| ----------------------------------------------------------- | -------------------------- | ---------------- |
| Premier ministre et ministre des affaires étrangères        | Paul Van Zeeland           | Parti Catholique |
| Ministre de l'intérieur                                     | Charles du Bus de Warnaffe | Parti Catholique |
| Ministre de l'instruction publique                          | François Bovesse           | Parti Libéral    |
| Ministre de la justice                                      | Eugène Soudan              | BWP              |
| Ministre des finances                                       | Max-Léo Gérard             | Parti Libéral    |
| Ministre de l'agriculture                                   | August De Schryver         | Parti Catholique |
| Ministre des travaux publics et de la résorption du chômage | Henri de Man               | POB              |
| Ministre du travail et de la prévoyance sociale             | Achille Delattre           | POB              |
| Ministre des affaires économiques                           | Philip Van Isacker         | Parti Catholique |
| Ministre des communications et des PTT                      | Paul-Henri Spaak           | POB              |
| Ministre de la défense nationale                            | Albert Devèze              | Parti Libéral    |
| Ministre des colonies                                       | Edmond Rubbens             | Parti Catholique |
| Ministre sans portefeuille                                  | Prosper Poullet            | Parti Catholique |
| Ministre sans portefeuille                                  | Paul Hymans                | Parti Libéral    |
| Ministre sans portefeuille                                  | Émile Vandervelde          | POB              |